# Глухавка
Глухавка (біл. Глухаўка) — село в Святиловичській сільській раді Вітківського району Гомельської області, Білорусь.

## Географія

### Розташування
За 37 км на північ від Вітки, 58 км від Гомеля.

### Гідрографія
Через село прокладено меліоративний канал, з'єднаний із річкою Беседь (притока річки Сож).

## Транспортна мережа
Транспортні зв'язки путівем, потім автодорогою Залісся — Святиловичі. Планування складається з двох криволинійних вулиць широтної орієнтації, розділених меліоративним каналом. Забудова двобічна, нещільна, дерев'яна, садибного типу.

## Історія
Виявлені археологами неподалік села кургани залізної доби свідчать про заселення цих місць із стародавніх часів. З письмових джерел село відоме з XIX ст. у Рогачовському повіті Могильовської губернії. Згідно з ревізією 1858 року володіння полковника П. П. Фрамондера. 1876 року працювали винокурня, крупорушка й мастерня з обробітку шкіри, хлібозапасний магазин. Відповідно до перепису 1897 року у селі розміщувалися: школа грамоти, два вітряки, кузня, олійниця. В однойменній околиці — вітряк і кузня. 1909 року в Покоцькій волості Гомельського повіту, у селі — 767 десятин землі, школа, магазин, в околиці — 620 десятин землі.
У 1926 році — село Селянська Глухавка, околиці Східна Глухавка та Западная Західна Глухавка.
З 8 грудня 1926 року до 30 грудня 1927 року — центр Глухавської сільради Святиловичського району, з 4 серпня 1927 року — Вітківського району Гомельського округу.
В 1936 році організовано колгосп імені К. Маркса, працювали три вітряки та кузня. У 1930-х роках ХХ ст. село й околиці об'єднались у один населений пункт.
Під час Другої світової війни окупанти спалили 5 дворів. На фронтах загинули 40 жителів.
1959 року в складі радгоспу «Святиловичі» (центр — село Святиловичі). Є клуб, бібліотека.

## Населення

### Чисельність
- 2004 рік — 56 господарств, 134 жителі.

### Динаміка
- 1858 рік — 24 двори, 226 жителів.
- 1897 рік — 75 дворів, 492 жителі; в околиці 41 двір, 227 жителів (відповідно до перепису).
- 1909 рік — 78 дворів, 593 жителі; в околиці 34 двори, 205 жителів.
- 1926 рік — село Селянська Глухавка — 15 дворів, 65 жителів; околиця Східна Глухавка — 15 дворів, 65 жителів, Західна Глухавка — 51 двір, 219 жителів.
- 1940 рік — 136 дворів, 546 жителів.
- 1959 рік — 441 житель (відповідно до перепису).
- 2004 рік — 56 господарств, 134 жителі.